# Municipio de Sugarloaf (condado de Luzerne)
El municipio de Sugarloaf  (en inglés: Sugarloaf Township) es un municipio ubicado en el condado de Luzerne en el estado estadounidense de Pensilvania. En el año 2000 tenía una población de 3.652 habitantes y una densidad poblacional de 64.3 personas por km².

## Geografía
El municipio de Sugarloaf se encuentra ubicado en las coordenadas 41°01′00″N 76°07′35″O / 41.01667, -76.12639.

## Demografía
Según la Oficina del Censo en 2000 los ingresos medios por hogar en la localidad eran de $53,611 y los ingresos medios por familia eran $62,256. Los hombres tenían unos ingresos medios de $39,911 frente a los $25,234 para las mujeres. La renta per cápita para la localidad era de $22,444. Alrededor del 5,6% de la población estaban por debajo del umbral de pobreza.

## Educación
El Distrito Escolar del Área de Hazleton (HASD) gestiona las escuelas públicas que sirven al municipio, incluyendo la Essuela Primaria-Intermedia Valley en Sugarloaf y la Escuela Secundaria del Área de Hazleton en el Municipio de Hazle.